# CNP Odéon
Pour les articles homonymes, voir CNP, Odéon et Grôlée.
Le CNP Odéon, appelé CNP Grôlée de 1982 à 1988, était l'une des trois salles lyonnaises du réseau Cinéma national populaire (CNP), classées « art et essai ».
Situé au no 6 rue Grôlée, dans le quartier de la Presqu'île du 2e arrondissement de Lyon, le cinéma comptait une unique salle d'une capacité de 277 places. Il a été fermé en 2009 puis un théâtre, le théâtre Comédie-Odéon, a ouvert dans ce lieu fin 2012.

## Historique
L'existence du lieu qui accueillera plus tard le cinéma Odéon est attesté à partir de 1907. Il est alors connu sous le nom de Théâtre Pathé Grôlée, et est exploité jusqu'en 1929 par la société lyonnaise Cinéma-Monopole de Joseph Richard. 
La société d'exploitation Cinéma national populaire (CNP), créée par Robert Gilbert et Roger Planchon en 1968, en acquiert la gérance à compter de 1976. Le cinéma ouvre ses portes, après restructuration, à partir de 1982 sous le nom CNP Grôlée, du nom de la rue dans laquelle il est situé. Il est alors l'un des huit cinémas classés art et essai dans la ville de Lyon. Après des travaux de rénovation en 1988, le Grôlée est rebaptisé « CNP Odéon ».
En 1998, il est racheté à Roger Planchon, malgré les protestations des salariés, par Galeshka Moravioff qui l'exploite dès lors avec les deux autres salles lyonnaises du CNP. Sa fermeture brutale en août 2009, trois mois après la mort de Roger Planchon, avec déménagement clandestin du matériel de projection et du mobilier par son PDG, a suscité l'émoi du personnel et des cinéphiles de la ville de Lyon.
Le 31 décembre 2012, le cinéma CNP Odéon devient un théâtre d'abord nommé « La Comédie Odéon » puis renommé « Théâtre Comédie-Odéon ».